# D'Arcy Wentworth Thompson
D'Arcy Wentworth Thompson Gamgee CB FRS (Edimburgo, Escocia, 2 de mayo de 1860; Saint Andrews, íd., 21 de junio de 1948) fue un biólogo y matemático escocés, autor del libro On Growth and Form, publicado en 1917, un trabajo influyente y calificado como "de sorprendente originalidad". Ha sido llamado "el primer biomatemático".

"Sólo puede haber una verdad en la plenitud del conocimiento, y aquel que trabaja humilde y sinceramente por descubrirla no trabaja para sí mismo, sino para todos los seres humanos." (D'Arcy W. Thompson, 25 de enero de 1885, conferencia inaugural de sus cursos.)

## Datos biográficos

### Primeros años; estudios y familia
Fue hijo de D´Arcy Thompson, quien se desempeñaba como maestro de los filósofos clásicos de griego y del latín en la Academia de Edimburgo; su madre, Fanny Gamgee, fue hija de un médico veterinario, y murió a los pocos días del nacimiento de D'Arcy Wentworth Thompson.
Fanny Gamgee tuvo muchos hermanos quienes ejercieron diferentes profesiones como su tío Arthur Gamgee, un famoso bioquímico. D'Arcy creció entre el amor que le dio su familia y la formación académica de su abuelo, Joseph Gamgee, veterinario (fascinación por los animales) y los clásicos (Platón, Sócrates, Aristóteles), que le enseñó su padre. Esto le dio, a la postre, una formación muy completa en ciencias, matemáticas y humanismo. Fue un hombre muy prolijo y activo, y publicó muchos escritos.

### On Growth and Form
La tesis central de On Growth and Form es que los biólogos de aquellos días estaban sobrevalorando el papel de la evolución y, por el contrario, infravalorando las matemáticas como herramienta para estudiar el papel de la física y de la mecánica en la determinación de la forma y la estructura de los organismos vivientes. Su libro sentó las bases de la aplicación de los principios matemáticos en la naturaleza, obra pionera en biomatemáticas que ha sido curiosamente, inspiración de artistas como Richard Hamilton, Eduardo Paolozzi, Ben Nicholson y Vicens Vacca. El libro es sólo uno de los 300 trabajos que publicó en toda su carrera.
Ejemplo tras ejemplo, Thompson observó correlaciones entre formas y fenómenos mecánicos. Mostró la similitud entre las formas de una medusa y las formas de las gotas de un líquido que caen en un fluido viscoso, entre las estructuras de soporte internas en los huesos huecos de las aves y los bien conocidos diseños entramados de la ingeniería. Sus observaciones de la filotaxis (relaciones numéricas entre estructuras espirales en las plantas) y la sucesión de Fibonacci se volvieron básicas, con el tiempo.
Siendo completamente singular, el libro nunca encajó muy bien en la corriente principal del pensamiento biológico. En realidad, el libro no presenta ningún descubrimiento central ni, en muchos casos, intenta establecer alguna relación causal entre las formas que emergen de la física con formas comparables vistas en biología. Es más bien un trabajo en la tradición "descriptiva"; Thompson no articuló sus ideas en forma de hipótesis experimentales que pudieran ponerse a prueba. Thompson era consciente de ello al decir que "Este libro mío tiene poca necesidad de un prefacio, pues de hecho es 'sólo prefacio' de principio a fin".

Transformación en las estructuras óseas de diferentes especies de Cocodrilos, por D'Arcy W. Thompson.

El enorme libro, de 1.116 páginas en una edición reimpresa, bien escrito y ampliamente ilustrado volumen, ha encantado y estimulado a varias generaciones de biólogos, arquitectos matemáticos, artistas -véase arriba- y, por supuesto, a quienes trabajan en las fronteras entre estas disciplinas.
Quizás la parte más famosa del trabajo es el capítulo XVII, "La comparación de formas relacionadas". Allí explora el grado en el que podrían describirse las diferencias entre las formas de algunos animales por medio de transformaciones matemáticas relativamente simples.
Entre los comentaristas de su obra, se encuentra el matemático Benoît Mandelbrot.

### Carrera
El biólogo más grande, literalmente, debido a su gran estatura, cursó medicina en 1877 en la Universidad de Edimburgo, donde solo estudió tres años para luego cambiarse a estudiar zoología en el Trinity College, Cambridge. En 1880, fue becario, lo que le valió apoyo económico y que fuera un estudiante adelantado. En 1881, fue reconocido como buen estudiante, y dos años más tarde se graduó como zoólogo, y pasó un año más como asistente, una labor más de técnico en fisiología. En 1884, ingresó como profesor de biología en Dundee (colegio incorporado a la Universidad de Saint Andrews, en 1897). Más tarde, la cátedra pasó a llamarse "Historia natural".

### Museo y archivos
Originalmente, el Museo de Zoología de Dundee quedó en el abandono, después de que se mudó a la Universidad de St Andrews. En 1956, se decidió la demolición del edificio en el que se instaló, y la colección se dispersó: una parte fue a dar al Museo Británico. Se conservó otra parte para la enseñanza, y es la que forma a la fecha el núcleo del Museo de Zoología D'Arcy Thompson.
En el 2011, la Universidad de Dundee recibió un financiamiento de 100,000 mil libras esterlinas del The Art Fund, para crear una colección de arte inspirada en sus ideas y colecciones, gran parte de la cual se muestra en el museo.
Las llamadas Colecciones especiales de la Universidad de St Andrews conservan más de 30 000 documentos personales de Thompson. Los Servicios de Archivos de la Universidad de Dundee cuentan con registros de la época en la que estuvo en Dundee, y una colección de documentos relativos a la época en la que estuvo en Dundee, y una colección de documentos relacionados con Thompson, reunidos por el profesor Alexander David Peacock, quien ocupó posteriormente la dirección de Historia Natural en el colegio universitario de Dundee.
En 1892, D'Arcy Thompson donó especímenes de crustáceos, arañas de mar y otros invertebrados del estrecho de Davis al Museo de Zoología de la Universidad de Cambridge.
Fundó el Museo de Historia Natural de Dundee, que le serviría como aula para enseñar y como laboratorio.

### Influencia sobre las neurociencias
Las neuronas son los nodos de la red nerviosa que reciben estímulos sensoriales, los transforman en señales electroquímicas y los procesan para generar respuestas biológicamente útiles y ventajosas. A pesar de la variedad de fenómenos cerebrales que podemos observar y experimentar de manera directa cada día y cada noche, de las centenas de tipos de neuronas que han sido descubiertos y de los miles de genes que determinan estos tipos, existe solamente un número muy limitado de tipos distintos de actividad eléctrica neuronal. Verificando la idea de (D'Arcy Wentworth) Thompson de independencia del sustrato y la idea de (René) Thom de centro organizador, la naturaleza parece haber empleado, también en el ámbito neuronal, una gran variedad de sustratos para generar un número muy pequeño de formas diversas." La forma de los picos de actividad eléctrica (patrones temporales de las neuronas) puede variar cuantitativamente (amplitud, rapidez) de uno a otro tipos neuronales, pero cualitativamente la forma es básicamente la misma.
Entre las cinco referencias en las que se basa su artículo de 1952 "The Chemical Basis of Morphogenesis" [Los fundamentos químicos de la morfogénesis], Alan Turing incluye el libro On Growth and Form. Únicamente lo incluye en la lista de referencias, pero a lo largo del texto del artículo sí está presente la idea de la independencia del sustrato: "se sugiere que el sistema de sustancias químicas llamadas morfógenos, que reaccionan en conjunto y se difunden por el tejido, es adecuado para dar cuenta del crucial fenómeno de morfogénesis [...] La teoría no formula ninguna nueva hipótesis, meramente sugiere que ciertas leyes físicas bien conocidas son suficientes para dar cuenta de muchos de los hechos."

### Viajes
En una expedición anglo-estadounidense al Ártico (1896-1897), de la cual estuvo él al mando, recolectó una gran cantidad de especies. Fue comisionado por el gobierno británico para fungir como una especie de ministro en los territorios visitados como las islas Pribilof, en el mar de Bering. A su regreso, fue condecorado como miembro de la Orden del Baño, por sus servicios. En 1898, ingresó al Club de Pescadores de Escocia.

### Filantropía
No sólo se inclinó por la ciencia, la docencia y la investigación; más tarde es miembro fundador de la Unión Social de Dundee donde compra propiedades en barrios marginados para construir albergues para la gente pobre.

### Docencia
En 1917 se traslada a la Universidad de St. Andrews para tomar la cátedra de Historia Natural en esta universidad donde permanece 64 años (récord que nadie ha roto). Tuvo la iniciativa de fundar y construir el Museo de Historia Natural de Bell Petttigrew, donde incrementó su acervo biológico. Era muy activo y afable con los visitantes a quienes él mismo solía a veces dar la bienvenida y dar guías como el caso de un reportero que siendo niño a los 8 años fue atendido por D´Arcy en 1932. "Al visitar el museo fui recibido por el profesor y me dio un frasco de vidrio con insectos palo, señalando: ... estos deben ser alimentados con hojas de liguero fresco.
En 1937, fue nombrado caballero, con lo que adquirió el prefijo Sir. Era muy polifacético, ya que le gustaba y dominaba las matemáticas y la física, asignaturas de las cuales ocupó cátedra y que dejó patente en su libro On Growth and Form, escrito veinte años antes. También estuvo al frente de la cátedra de zoología, donde hacia nuevos trabajos, como la traducción de las obras de Aristóteles (tradujo Historia de los animales al inglés, y publicó Glosario de pájaros griegos y Glosario de peces griegos, ambas obras suyas, en las que practicó sus habilidades en griego y latín).

### Últimos años
Trabajó hasta el último año de su vida. Se dice que en una ocasión, mientras enseñaba zoología a un grupo de jóvenes, un estudiante le preguntó si se sentía demasiado cansado para seguir, y él respondió: "Hijo, no estoy cansado. Da la casualidad que estoy leyendo un fragmento de italiano medieval, y encuentro la traducción un poco difícil: de ahí mi vacilación."

### Fallecimiento
D'Arcy falleció en 1948, a la edad de 87 años, edad en la cual seguía enseñando, justamente años antes del inicio de la era de la computación. Para su epitafio, eligió la frase: "Sólo podría seguir bailando y después morir", pues era muy aficionado al baile.

## Algunas publicaciones
- 1885. Bibliografía de Protozoa, esponjas, Coelenterata, y vermes, incluyendo a Polyzoa, Brachiopoda, Tunicata, de los años 1861-1883. Cambridge Univ. Press.
- 1895. Glosario de aves griegas. Oxford Univ. Press.
- 1897. "Reporte del Profesor D'Arcy Thompson en la misión al mar de Beringia en 1896." Her Majesty's Stationery Office.
- 1913. Aristóteles como biólogo con proemio sobre Herbert Spencer. Oxford Univ. Press. Being the Herbert Spencer lecture delivered before the University of Oxford, 14 de febrero de 1913

## Vida familiar
Se casó con Ada Maureen Drury en 1901, y tuvo tres hijas.[cita requerida]